# أبوسوم إيميليا النحيل
أبوسوم إيميليا النحيل (الاسم العلمي:Gracilinanus emiliae)، هو نوع من الأبوسوم يتواجد في البرازيل وكولومبيا وغويانا وسورينام.